# Iglesia de la Visitación de la Virgen (Churriana de la Vega)
La Iglesia parroquial de la Visitación de la Virgen es una iglesia de la localidad española de Churriana de la Vega, en Granada, Andalucía.
Fue construida tras la conquista de Granada por los Reyes Católicos sobre una antigua mezquita.

## Descripción
De estilo  mudéjar, su nave mayor se cubre con un artesonado interior